# ویویس
ویویس (به لاتین: Vievis) یک شهرک در لیتوانی با جمعیت ۵٬۲۴۶ نفر است که در Elektrėnai municipality واقع شده‌است.